# هيغاشيوشينو
هيغاشيوشينو (باليابانية: 東吉野村) هي قرية تقع في مقاطعة يوشينو، في محافظة نارا، اليابان.
ووفقاً لإحصائات 1 أكتوبر 2007م، يبلغ عدد السكان فيها 2,426 نسمة، و بكثافة سكانية 18.40 شخص لكل كيلومتر مربع. المجموع الكلي لمساحتها يبلغ 131.60 كيلومتر مربع.

## الجغرافيا
تقع في منتصف محافظة نارا، المنطقة أغلبها متكون من جبال، وجبل كونامي هو الأكبر في القرية بطول يبلغ 1419 متر، هنالك جبال أخرى مثل جبل تاكامي الذي يبلغ طوله 1248 متر، و يقع في الجزء الغربي لهيغاشيوشينو
- الأنهار:  نهر يوشينو
- الجبال: جبل كونامي، جبل تاكامي.

## مدن شقيقة

### اليابان
- ساكاي (أكتوبر 18، 1986)

## روابط خارجية
- موقع هيغاشيوشينو الرسمي (باليابانية)

‌